# Предраг Вушовић
Предраг Вушовић (Котор, 29. август 1960 — Загреб, 17. фебруар 2011) био је хрватски глумац.

## Биографија
Одрастао је у Дубровнику где је завршио основну и средњу школу. Глумачку каријеру започео у дубровачком позоришту „Мали Марин Држић“ 1970. године с улогом Тома Сојера у истоименој представи. 1979. године одлази у Загреб где похађа Академију сценских уметности. Ради у позоришту „Марин Држић“ у Дубровнику до 1996. године када прелази у позориште „Gavella“ (са 2 л, по режисеру Бранку Гавели) у Загребу. Играо је и у многобројним представама Дубровачких љетних игара. 
Најпознатији је по својој улози Газде у серији Битанге и принцезе.